# کلارا راکمور
کلارا راکمور (انگلیسی: Clara Rockmore؛ ۹ مارس ۱۹۱۱ – ۱۰ مهٔ ۱۹۹۸)، موسوم به کلارا رایزنبرگ (Reisenberg)؛ یک موسیقی‌دان و هنرمند نوازندهٔ ترمین، ساز موسیقی الکترونیک، اهل لیتوانی بود.

## زندگی
کلارا در ۹ مارس ۱۹۱۱ میلادی در خانواده‌ای از یهودیان لیتوانی، در شهر ویلنیوس واقع در امپراتوری روسیه به دنیا آمد. او نابغه ویلن نوازی بود و از چهار سالگی به کنسرواتوار سنت پیترزبورگ راه یافت و تحت آموزش ویولونیست برجستهٔ مجاری، لئوپولد آئوور مشغول شد.

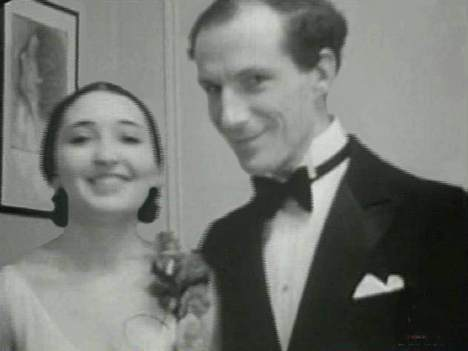
راکمور و لئون ترمین

پس از مهاجرت به آمریکا در سال ۱۹۲۱ میلادی در انیستیتو موسیقی کورتیس ثبت نام کرد. بر اثر سوءتغذیه دوران کودکی، متوجه ابتلا به بیماری آرتروز دست شده، مجبور شد نوازندگی ویلن را کنار بگذارد. با این حال، پس از ملاقات با لئون ترمین، مخترع نخستین ساز الکترونیکی، و آشنایی با ترمین، شروع به یادگیری آن کرد و به بهترین نوازنده آن تبدیل شد. ترمین نخستین ساز الکترونیکی دنیا است و نخستین سازی است که می‌توان بدون لمس کردن آن را نواخت.
با وجود اینکه لئون ترمین چندین بار به کلارا پیشنهاد ازدواج داد اما کلارا آن را نپذیرفت و با رابرت راکمور (به انگلیسی: Robert Rockmore) که وکیل بود ازدواج کرد.

### تاثیر گذاری
تا زمانی که کلارا راکمور در کنسرت‌ و اجرای های بزرگ عمومی، مانند تالار شهر نیویورک در سال 1938، به اجرا می‌پرداخت، به‌تدریج به خاطر هنرنمایی اش با ترمین مورد تحسین منتقدان قرار گرفت؛ در دوره‌ای که بسیاری از مردم دیدگاه منفی نسبت به امکانات این ساز داشتند.
این اجراها همراه با ارکسترهای سطح جهانی، نقش مهمی در معرفی "موسیقی الکترونیک و تجربی به‌عنوان یک هنر قابل‌قبول در ذهن عموم" ایفا کردند.
ساز کلارا بعدها توسط رابرت موگ در اکتبر 1998 مرمت شد. اکنون در نمایشگاه کلارا راک‌مور در گالری هنرمندان موزه سازهای موسیقی در فینیکس آریزونا به‌نمایش گذاشته شده است. این ساز به‌عنوان امانتی بلندمدت توسط پیتر شرمن از خانواده ریزنبرگ به این موزه داده شده است.

#### درگذشت
کلارا راکمور در ۱۰ ماه مه ۱۹۹۸ در سن ۸۷ سالگی در نیویورک درگذشت. وضعیت سلامتی اون در بازه یک ساله، روند ناخوشایندی داشت و رو به وخامت بود و اون بسیار مصمم بود که فرزند خواهر خود را ببیند. نوزادی که دو روز پیش از مرگ او به دنیا آمد.
موتور جستجوی گوگل روز نهم مارس ۲۰۱۶ میلادی، لوگوی پیش‌فرض خود را به لوگویی، که به مناسبت یک‌صدمین و پنجمین سال تولد کلارا راکمور طراحی کرده است، تغییر داد.

## آلبوم‌ها
- هنر ترمین (۱۹۷۷)

- آلبوم گم شده ترمین کلارا راک‌مور (2006؛ ضبط شده در 1975)
- موسیقی در هوا و بر روی هوا (2011) - منتشر شده توسط Romeo Records
- موسیقی و خاطرات: کلارا راک‌مور (2020) - منتشر شده توسط Romeo Records
- موسیقی و خاطرات: کلارا راک‌مور (آلبوم اضافه) (2020) - منتشر شده توسط Romeo Records

## فیلم و ویدیو
- مارتین، استیون ام. (کارگردان) (1995). ترمین: یک ادیسه الکترونیک (فیلم و DVD). MGM. Retrieved 2017-12-20.
- موگ، رابرت (تهیه‌کننده) (1998). بزرگ‌ترین نوازنده ترمین (وار ویدئویی (VHS)). Moog Music and Little Big Films. Archived from the original on 2008-12-22.
- موگ، رابرت (تهیه‌کننده) (2005). دو اثر کلاسیک ترمین (DVD) (DVD). Moog Music and Little Big Films.